# 서울 광진구 구의동 어머니 살해 사건
서울 광진구 구의동 어머니 살해 사건 또는 아동학대 피해자 살인 사건은 2011년 3월 12일 오전 11시경, 대한민국 서울특별시 광진구 구의동에서 지모 군(당시 18세)이 어머니의 폭력과 학대에 견디다 못해 어머니를 살해한 사건이다. 지 군의 어머니는 지 군을 굶기거나 학대, 골프채와 야구방망이로 구타하였다.

## 배경
지모 군의 어머니는 중학교 3학년 때부터 편부가정에서 자랐고, 그 후 남편과 결혼을 하였으나 남편과의 불화가 잦았다. 아들이 7살 때부터 시작된 학대는 14살이 되던 2006년 남편이 가출하고 이혼 소송이 진행되자, 그 이후 더 심해져 아들의 학교 교육에 극단적으로 집착하고 있었으며, 그가 서울대학교에 진학하기를 원하고 있었다. 지모 군의 학교 성적이 떨어지거나 공부를 하지 않으면 식사를 굶기고 야구방망이나 홍두깨로 지모 군에게 구타를 가했으며 사건이 일어나기 전날에도 10시간 동안 얼차려를 시켜 잠을 못 자게 하면서 골프채, 야구방망이로 폭행을 가했다고 진술하였다. 결국엔 사건 당일까지 이어진 체벌에 생명에 위협을 느꼇던 지모 군이 어머니가 잠이 든 틈을 타, 2011년 3월 13일 오전 11시에, 어머니의 눈을 먼저 공격한 뒤, 두 차례 흉기로 난자하여 어머니를 살해하였다. 이후 어머니의 시신을 방안에 유기하고, 문틈을 공업용 본드로 밀봉한 뒤 8개월이나 방치했고, 친구들과 자유를 즐겼다가 이혼 소송 중이던 아내와 연락이 닿지 않고, 아들이 거짓말을 하며 횡설수설하자 이를 수상하게 여긴 남편의 신고로 경찰이 출동하면서 사건의 전말이 드러났다.

## 재판
이사건의 피의자 지모 군은 살인혐의로 기소되어 재판이 열렸고, 국민참여재판을 신청하였다. 국민배심원 평결 결과, 학교 성적에 대한 지나친 집착으로 인한 비극적인 사건으로 보고 아동학대와 정당방위, 존속살해로 인한 피해가 모두 인정되어 징역 단기 3년에 장기 3년 6월이 선고되었다. 또한 이 사건은, 자녀에 대한 지나친 기대와 학구열로 인한 비뚤어진 욕심이 비극을 초래했다는 점에서 우리 사회에 엄청난 충격을 던져주었다.